# 上海華麗理髮公司
上海華麗理髮公司是位於香港彩虹邨金碧樓底層的上海理髮店，於1964年由徐在茲創辦。它分為男賓部和女賓部。一邊主營上海式理髮，另一邊則會負責燙髮和染髮，同時提供盤髮服務。該理髮公司原先位於北角，之後曾兩度搬遷，最後於彩虹邨開業。1984年，徐在茲的長子徐鶴齡移居香港，並由他接手經營上海華麗理髮公司。2024年11月左右，香港政府公佈將分三期重建彩虹邨。徐鶴齡對此表示他們會「見步行步」。

## 歷史
1964年，祖籍上海的徐在茲在北角創辦上海華麗理髮公司，之後曾兩度搬遷，最後於彩虹邨開業。該店鋪為徐在茲跟十間以上理髮店競爭的情況下投得。1984年，徐在茲的長子徐鶴齡移居香港，並由他接手經營上海華麗理髮公司。1992年，它的女賓部得以翻新，而男賓部維持不變。2015年時該理髮公司已跟多間老人院合作，定期派遣員工到院舍為長者理髮。2024年11月左右，香港政府公佈將分三期重建彩虹邨。徐鶴齡對此表示他們會「見步行步」。

## 營運
上海華麗理髮公司位於香港彩虹邨金碧樓的底層，分為男賓部和女賓部。一邊主營上海式理髮，另一邊則會負責燙髮和染髮，同時提供盤髮服務。男賓部的理髮師會為顧客剃鬚及以毛巾敷臉。內部採用了黑色理髮椅和由黑綠兩種顏色作主調的方格地磚。整體設計具傳統理髮廳色彩。

## 迴響
上海華麗理髮公司成為了MIRROR拍攝單曲《RUMOURS》的音樂錄像時的取景場地之一。它的成員邱傲然認為該一理髮公司「好有味道」。《Time Out》認為它「由地板瓷磚到風筒都散發歷史的韻味」。《新Monday》的艾迪表示其服務「廉價優質」。《龍週》記者同樣讚揚其服務質素。U港生活男記者David批評其剃鬚服務，指自己在過程中被剃到上唇，剃完後還有一點鬍鬚留下。女編輯Carrie則讚揚其盤髮服務，認為其在髮型設計上設計得很好。TOPick記者馮柏偉在2020年遊覽彩虹邨後，表示自己會於未來光顧它數次。